# ویلکاکس (آریزونا)
ویلکاکس (به انگلیسی: Willcox) شهری در شهرستان کاچایز ایالت آریزونا است که در سرشماری سال ۲۰۱۰ میلادی، ۳٬۷۵۷ نفر جمعیت داشته است. ویلکاکس، به‌طور رسمی در تاریخ ۱۹۱۵ میلادی به‌عنوان یک شهر شناخته شد.